# Navy Football Club
El Navy Football Club (en tailandés: สโมสรฟุตบอลราชนาวี) es un equipo de fútbol de Tailandia que milita en la Primera División de Tailandia, la segunda liga de fútbol más importante del país.

## Historia
Fue fundado en el año 1956 en la ciudad de Chonburi con el nombre Royal Thai Navy FC y es el club que representa a la Fuerza Naval de Tailandia.
El club fue refundado en el año 2009 como Ragnavy Rayong luego de la creación de la Liga Premier de Tailandia y porque la liga ponía como regla que todos sus equipos fuesen de compañías públicas limitadas. En 2011 el club volvió a refundarse como Siam Navy, aunque para simplificarlo solo redujeron el nombre al actual.
Desde el 2009 el club ha tenido el problema de que no está claro quién es su propietario.

## Palmarés
- Copa de la Reina: 1

2006
- Copa de la Liga de Tailandia: 1

1990
- Copa Real Khor: 1

1989
- Copa Real Ngor: 1

1974

## Jugadores

### Jugadores destacados
| - Kanid Akcharayothin - Charoenkiat Akkabut - Therdsak Chaiman - Kwanchai Fuangprakob | - Prasert Innui - Chaychan Kiewsen - Sompob Nilwong - Narasak Saisang | - Suradej Saotaisong - Somjet Sattabud - Surasak Tangsurat - Bunruesak Yodyingyong |